# Bus 174 (film)
Pour l’article homonyme, voir Bus 174.
Pour plus de détails, voir Fiche technique et Distribution.
Bus 174 (Ônibus 174) est un film documentaire brésilien réalisé par José Padilha et Felipe Lacerda. Le film, sorti le 22 octobre 2002 est le premier film de Padilha.
En novembre 2015, le film est inclus dans la liste établie par l'Association brésilienne des critiques de cinéma (Abraccine) des 100 meilleurs films brésiliens de tous les temps.

## Synopsis
Sandro Rosa do Nascimento (en), un jeune homme d'un milieu pauvre, monte dans un bus le 12 juin 2000 et, sous la menace d'une arme, prend les passagers en otages pendant quatre heures. L'événement a été montré en direct à la télévision. Le film analyse l'incident et montre la vie dans les bidonvilles et les favelas de Rio de Janeiro ainsi que la façon dont les classes inférieures sont traitées par le système de justice pénale au Brésil.
Padilha interroge des enfants des rues, ceux d'aujourd'hui et ceux qui y ont grandi, des membres de la police de Rio, l'équipe du groupe d'intervention des policiers d'élite BOPE de Rio, des membres de la famille ainsi qu'un sociologue afin de mieux comprendre ce qui a conduit Nascimento cette prise d'otage.

## Fiche technique
- Titre : Bus 174
- Titre original : Ônibus 174
- Réalisation : José Padilha, Felipe Lacerda
- Scénario : José Padilha
- Production :José Padilha, Marcos Prado
- Musique : Sacha Amback, João Nabucco
- Photographie : Marcelo Duarte, Cezar Moraes
- Montage : Felipe Lacerda
- Société de production : Zazen Produções
- Distributeur : Zazen Produções
- Dates de sortie
  - 22 octobre 2002 (Festival international du film de São Paulo)
- Durée : 150 minutes
- Pays :  Brésil
- Couleurs : noir et blanc, couleurs
- Langue : portugais
- Box-office :  États-Unis : 217 201 $

## Distribution
- Yvonne Bezerra de Mello
- Rodrigo Pimentel
- Sandro do Nascimento
- Luiz Eduardo Soares

## Réception
Bus 174 a été jugé par le New York Times comme étant l'un des dix meilleurs films de l'année 2002 et a remporté plus de 23 prix lors de festivals, y compris aux Emmy Award. Il a obtenu le prix Amnesty au Festival international du film documentaire d'Amsterdam, aux Pays-Bas.
Les critiques ont donné à Bus 174 l'exceptionnelle note de 99 % sur Rotten Tomatoes, basé sur 76 critiques.